# Lil Peep
Lil Peep, pseudonimo di Gustav Elijah Åhr (Allentown, 1º novembre 1996 – Tucson, 15 novembre 2017), è stato un rapper e cantautore statunitense.
 È noto per essere considerato il pioniere del genere post-emo revival basato su musica hip hop e rock.
Ha iniziato a pubblicare musica sulla piattaforma online SoundCloud nel 2014 usando lo pseudonimo "GooseyHoe", poi "Trap Goose" e infine sostituendolo poco dopo con l'attuale "Lil Peep", poiché sua madre lo chiamava "Peep" sin da quando era bambino. Presto è diventato popolare su SoundCloud raggiungendo una notorietà underground ed entrando a far parte del gruppo Schemaposse insieme a JGRXXN e Ghostemane. In seguito ha conosciuto il rapper Lil Tracy, con cui ha pubblicato brani come White Wine, Awful Things, I Crash, U Crash, WitchBlades e altri, entrando a far parte del gruppo GothBoiClique. Dopo la pubblicazione del terzo mixtape Live Forever nel 2015, Peep ha raggiunto una svolta per la sua carriera musicale e sei mesi più tardi, il 10 giugno 2016, ha pubblicato Crybaby uno dei simboli più importanti dell'artista, che si fece tatuare sulla fronte ribadendo più volte il significato che questo avesse per lui. La stessa estate ha pubblicato l'EP Castles, contenente White Wine. Il 26 settembre 2016, Peep ha pubblicato l'ultimo mixtape intitolato Hellboy, formato da 16 tracce. Con il mixtape, il rapper ha raggiunto la popolarità, entrando nella scena mainstream.
Dopo la sua morte, il suo album di debutto Come Over When You're Sober, Pt. 1 ha debuttato alla 168ª posizione della Billboard 200, raggiungendo nella settimana successiva la 38ª posizione.
Il suo secondo album in studio Come Over When You're Sober, Pt. 2 ha debuttato alla quarta posizione della Billboard 200, diventando così il primo album di Lil Peep ad entrare nella Top 10 statunitense.
Il singolo che ha raggiunto la posizione più alta della Billboard 200 è Falling Down, in collaborazione con il rapper XXXTentacion, raggiungendo nell'ottobre 2018 la 13ª posizione della Billboard Hot 100. L'8 novembre 2018, il singolo è stato certificato oro dalla Recording Industry Association of America (RIAA), diventando così la prima certificazione d'oro di Lil Peep. Nel gennaio 2019, Falling Down è stato certificato platino.
Il 28 giugno 2019, il brano I've Been Waiting, in collaborazione con iLoveMakonnen e i Fall Out Boy, ha raggiunto la 62ª posizione della Billboard Hot 100 ed è stato certificato oro dalla RIAA.

## Biografia
Nato il 1º novembre 1996 ad Allentown, in Pennsylvania, Gustav Elijah Åhr è cresciuto a Long Island, New York. Gustav è il figlio minore di Liza Womack, un'insegnante delle elementari, e di Karl Johan Åhr, un professore universitario. I suoi genitori sono entrambi laureati ad Harvard e hanno divorziato quando lui era adolescente. Åhr ha discendenze irlandesi da parte di sua madre e svedesi e tedesche da parte di suo padre. Su Twitter ha sostenuto di avere la cittadinanza svedese.
Crescendo, il padre di Åhr è stato assente e la sua educazione era "apatica e carica di droga". Ha frequentato la Lindell Elementary School e poi il Long Beach High School a Lido Beach, New York, che ha frequentato raramente nonostante i buoni voti, riuscendo comunque a diplomarsi. Poco dopo ha iniziato a pubblicare la sua musica su YouTube e SoundCloud.
A 18 anni, Åhr si è fatto il suo primo tatuaggio facciale, un cuore infranto sotto l'occhio sinistro, per motivarlo a fare musica prima di trasferirsi a Los Angeles per intraprendere la carriera musicale. Åhr ha affermato che la ragione per cui si è trasferito a Los Angeles è dovuta al fatto che si sentiva depresso a Long Island.

### Gli inizi (2014-2016)

#### I primi EP e mixtape

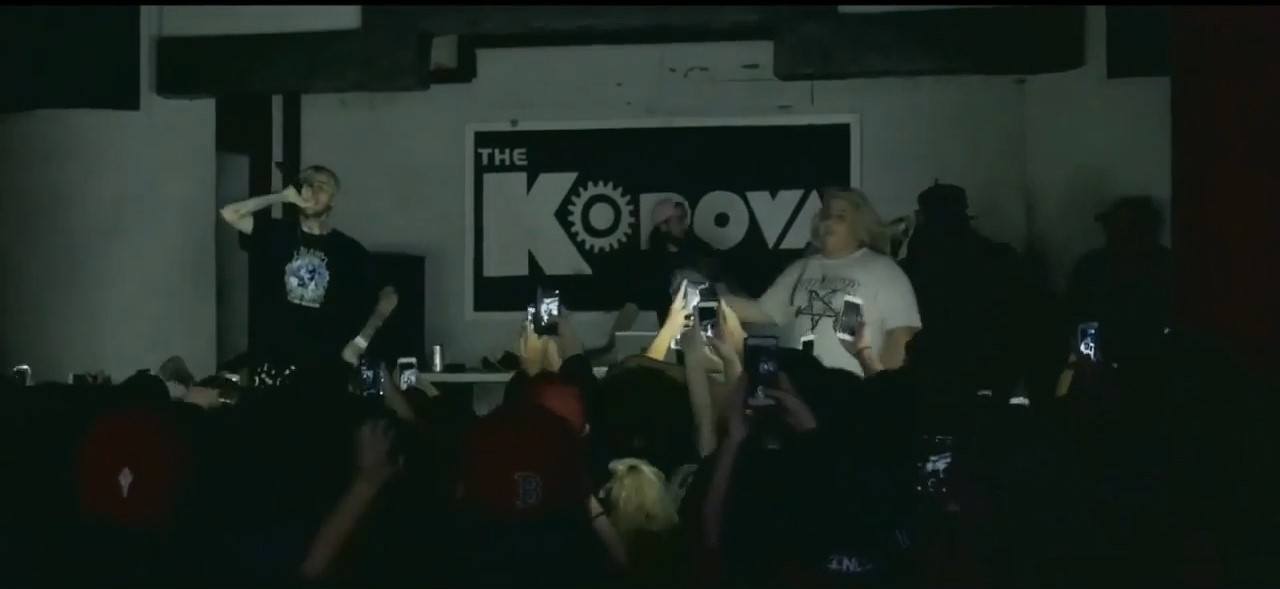
Lil Peep e Fat Nick durante un concerto in Texas nel novembre 2016

Parlando della sua adolescenza, Åhr si è definito una persona solitaria che ha stretto amicizia soprattutto su Internet. Era ispirato musicalmente da artisti come Seshhollowaterboyz e iLoveMakonnen. Peep cominciò a fare musica mentre risiedeva a Long Island, utilizzando lo pseudonimo Trap Goose. In quel periodo contattò il produttore Smokeasac, che scoprì su internet, per dei beat da mettere insieme con alcuni testi che scrisse precedentemente. Visse temporaneamente con l'amico d'infanzia Brennan Savage finché entrambi decisero di trasferirsi a Los Angeles. Lil Peep lasciò presto il liceo per trasferirsi a Los Angeles, per incontrare gli amici con cui parlava online. Durante il periodo a Los Angeles, Peep conobbe Smokeasac di persona e i due strinsero amicizia. Inizialmente vivendo a Skid Row, a Los Angeles, Peep passò un periodo da senzatetto, soggiornando a volte nell'appartamento di Brennan Savage mentre l'amico conseguiva una laurea. I due presero strade diverse e Peep incontrò il produttore JGRXXN di Memphis e i rapper Ghostemane e Craig Xen della Florida e visse con loro formando il collettivo Schemaposse. Secondo Lil Peep, originariamente aveva incontrato Craig Xen online e fu presentato a JGRXXN che aveva bisogno di un cantante. Lil Peep ha anche tentato di frequentare il Glendale Community College durante il suo primo anno a Los Angeles. Nel 2015, Lil Peep ha pubblicato il suo primo mixtape intitolato Lil Peep; Part One, che ha generato 4.000 ascolti nella prima settimana. Poco dopo ha pubblicato il suo primo extended play Feelz e un altro mixtape Live Forever. Lil Peep ha iniziato a crescere in popolarità poco tempo dopo, con la canzone Star Shopping (in seguito pubblicata come singolo dopo la sua morte). La popolarità di Lil Peep ha continuato a crescere dopo l'uscita della canzone Beamer Boy che lo ha portato a esibirsi dal vivo per la prima volta con i Schemaposse nel marzo 2016 a Tucson, in Arizona. Il mese successivo, Schemaposse si sciolse e Lil Peep non fu associato a nessun collettivo sebbene rimasero in buoni rapporti.
Poco dopo la rottura di Schemaposse, Peep rimase a vivere a Skid row, Los Angeles, anche se aveva iniziato a frequentare il collettivo rap Gothboiclique. I membri del gruppo compaiono tutti nel suo mixtape Crybaby. A Skidrow, il gruppo ha condiviso un edificio con Peep e condividevano spesso i letti. Secondo Lil Peep, Crybaby è stato registrato nell'arco di tre giorni con un microfono da 150 dollari. Ha fatto la maggior parte del missaggio e del mastering da sé. Crybaby è stato rilasciato nel giugno 2016.
Nel giugno 2016, la First Access Entertainment (FAE) iniziò a collaborare con Lil Peep in una joint venture per investire sulle canzoni e consigliarlo sulla sua carriera.
Oltre a fornire consulenza aziendale, la co-fondatrice/CEO Sarah Stennett, era anche una sua amica che forniva supporto morale e finanziario, aiutando Peep a realizzare la sua visione. Nel settembre 2016, Lil Peep ha pubblicato Hellboy. Brani come Girls e OMFG hanno iniziato a registrare milioni di visualizzazioni sia su SoundCloud che su YouTube.

### I primi tour da solista eCome Over When You're Sober, Pt. 1(2017)

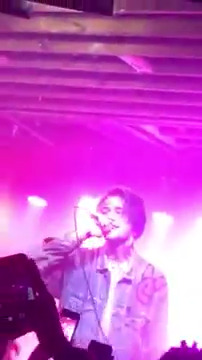
Lil Peep durante un concerto a Los Angeles nel maggio 2017

Il successo di Hellboy ha portato Peep a realizzare il suo primo tour da solista negli Stati Uniti chiamato The Peep Show, che iniziò nell'aprile 2017 e terminò quel maggio. Nel maggio 2017, la band Mineral ha accusato Peep di violazione del copyright per aver incluso un campionamento senza licenza e non accreditato della loro canzone LoveLetterTypewriter nel suo brano Hollywood Dreaming. Peep ha detto che stava solo cercando di "mostrare un po' d'amore" con il campionamento di questo brano.
Peep ha affermato che molti dei suoi fan provenissero da paesi esteri tra cui la Russia, dove una delle più grandi community emo-rock è situata. Difatti Benz Truck (Gelik) (che conta 125 milioni di visualizzazioni su YouTube al 2019) era stata girata nei pressi di Mosca dati gli avvenimenti omofobi successi nel 2017. Molte interviste sono state sottotitolate in Russo, proprio per la moltitudine di fan russi che Lil Peep aveva e che tuttora ha.
Poco dopo il tour, Peep emigrò a Londra, in Inghilterra, durante un disimpegno con il suo collettivo GothBoiClique. A Londra, Peep ha iniziato ad associarsi con un nuovo gruppo di persone che comprende personaggi come il rapper iLoveMakonnen di Atlanta e l'amico di lunga data Bexey. Mentre viveva a Londra, Peep ha registrato Come Over When You're Sober, Pt. 1 e Come Over When You're Sober, Pt. 2, l'EP Goth Angel Sinner e Diamonds, album registrato in collaborazione con iLoveMakonnen. Peep ha pubblicato il suo album di debutto in studio Come Over When You're Sober, Pt. 1 il 15 agosto 2017. Peep ha anche annunciato e preso parte al suo primo tour mondiale, iniziando nel Regno Unito a settembre e trasferendosi in Germania prima di finire negli Stati Uniti a novembre. Il tour è stato interrotto a causa della sua morte prematura.

## Morte
Il 15 novembre 2017, due giorni prima della fine del tour, Åhr è stato trovato morto nel suo tour bus dal suo manager, entrato per controllare la sua preparazione in vista dell'esibizione prevista quella sera a Tucson, Arizona. Non ci sono stati sospetti di omicidio, infatti si è pensato subito a una morte da overdose. Tuttavia dopo l'uscita del documentario Everybody's Everything sono sorti dubbi al riguardo, e in particolare sul largo ritardo nei soccorsi, che la sua morte sia stata perlomeno favorita da alcune persone che collaboravano con lui per i proventi postumi che avrebbe lasciato Lil Peep.
In una serie di pubblicazioni su Instagram nelle ore precedenti alla morte, Åhr dichiarava di aver assunto dei funghi allucinogeni e un concentrato di cannabis. In un altro, ha affermato di aver consumato sei pillole di Xanax in seguito ad un video che mostrava i suoi tentativi di far cadere una pillola non identificata nella sua bocca diverse volte prima di deglutire con successo e di scuotere una bottiglia piena preparata su prescrizione. Un post successivo mostrava la didascalia "Quando morirò mi amerete".
Nei giorni successivi, un report della polizia ha rivelato che Åhr si è addormentato prima del concerto, intorno alle 17:45. Il suo manager lo ha controllato un paio di volte, trovandolo addormentato e con respiro regolare, ma non è stato in grado di svegliarlo. Quando il manager ha controllato una terza volta, Åhr non rispondeva e non respirava, allora ha praticato una rianimazione cardiopolmonare prima dell'arrivo dei soccorsi, tuttavia è stato dichiarato morto sul posto. La morte di Lil Peep è stata registrata su Snapchat dal suo amico Bexey Swan, il quale pensava che in quel momento stesse dormendo. L'8 dicembre, l'ufficio del medico legale della contea di Pima ha reso noti i dettagli di un rapporto tossicologico, che certificava che la causa della morte fosse avvenuta quattro ore prima dell'intervento dei soccorsi per un sovradosaggio accidentale dovuto agli effetti del farmaco antidolorifico fentanyl e dell'ansiolitico alprazolam. Gli esami del sangue sono risultati positivi per cannabis, cocaina e l'antidolorifico Tramadolo. I test delle urine hanno anche dimostrato la presenza di molteplici oppiacei potenti, tra cui idrocodone, idromorfone (Dilaudid), ossicodone e ossimorfone. Non è stata rilevata traccia di alcol nel suo organismo.
In un'indagine della polizia sulla morte di Lil Peep sono emersi una serie di messaggi privati che quest'ultimo avrebbe scambiato nelle ultime ore di vita con Mariah Bons, una fan allora ventenne, la quale gli avrebbe regalato alcune dosi di Xanax mescolate a Fentanyl a insaputa dell'artista. Inoltre, l'ultimo tweet dell'artista, pubblicato il 15 novembre alle 15:01 era proprio rivolto in segno di solidarietà al fratello di Mariah, Nicky Bons, al momento in carcere per aggressione. Dopo la diffusione su internet della notizia e dei messaggi privati in questione venne anche aperta una petizione su Change.org da alcuni fan per aprire un'ulteriore indagine su Mariah Bons, la quale aveva già in passato venduto Xanax contaminato con Fentanyl. Successivamente Mariah Bons, rilasciata per mancanza di prove, morì nel luglio del 2019 per overdose.

## Carriera postuma

### Primi progetti postumi (2018)

#### Il successo e le collaborazioni postume

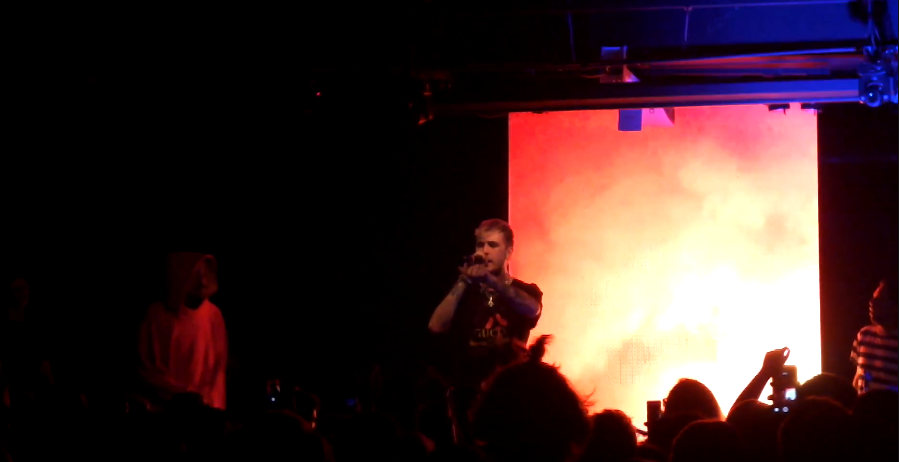
Lil Peep durante un concerto ad Amsterdam nell'ottobre 2017

Dopo la sua morte, le fanbase e la popolarità di Lil Peep crebbero rapidamente e ciò portò ad un significativo aumento delle vendite e degli stream della sua musica. Il singolo Awful Things di Come Over When You're Sober, Pt. 1 è entrato in classifica, segnando la sua prima entrata nella Billboard Hot 100 alla posizione numero 79.
A causa del prolifico ritmo di lavoro di Peep, un certo numero di canzoni e progetti furono completati prima della sua morte. La prima versione ufficiale postuma è arrivata entro ventiquattr'ore dalla sua morte, in quanto Wiggy, un regista di molti video musicali di Peep, ha pubblicato il video del brano 16 Lines: il video è stato successivamente rimosso. Il 12 gennaio 2018, Marshmello ha ufficialmente rilasciato una collaborazione intitolata Spotlight. Il successivo video del brano è stato pubblicato il 12 febbraio. Il 15 gennaio 2018, il rapper Juicy J ha rilasciato la canzone Got 'Em Like, che prevede le collaborazioni di Peep e Wiz Khalifa. Il 27 gennaio, il rapper Teddy ha pubblicato una collaborazione musicale con Lil Peep dal titolo Dreams & Nightmares.

Nel marzo dello stesso anno, l'archivio musicale di Peep è stato acquisito dalla Columbia Records. 

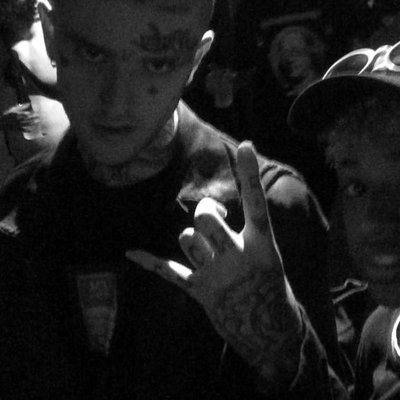
Lil Peep e Wavysavage++ nel 2017

Il 27 aprile, il rapper Lil Raven pubblica sul suo canale youtube il singolo Oh in collaborazione con Peep e Lil Tracy, apparendo nel relativo video animato. Il 13 maggio 2018, il singolo postumo 4 Gold Chains, con Clams Casino, è stato pubblicato con il video musicale relativo diretto anche da Peep. Un album collaborativo tra Peep e il rapper iLoveMakonnen dovrebbe essere pubblicato sull'etichetta Warner Bros. Il 17 agosto, Makonnen ha annunciato un nuovo singolo di Lil Peep intitolato Falling Down, una rielaborazione di Sunlight on Your Skin che ha registrato con Peep nell'autunno del 2017 a Londra. La nuova versione presenta il rapper defunto XXXTentacion, che ha registrato i suoi versi dopo la morte di Peep. Il singolo Falling Down è stato pubblicato il 19 settembre e ha raggiunto il 13º posto nella Billboard 200. La versione originale Sunlight on Your Skin è stata pubblicata il 27 settembre.

#### Il secondo albumCome Over When You're Sober, Pt. 2
Il 14 ottobre 2018, le proprietà di Lil Peep hanno rivelato che il suo primo progetto postumo intitolato Come Over When You're Sober, Pt. 2 è stato completato nel settembre 2018 e il produttore esecutivo Smokeasac ha confermato che il progetto era in attesa dell'approvazione da parte della famiglia di Lil Peep. Il 17 ottobre, le proprietà di Lil Peep hanno confermato sui suoi social media che il singolo principale Cry Alone di Come Over When You're Sober, Pt. 2 sarà pubblicato il giorno dopo. Dopo l'uscita di Cry Alone, l'album è stato annunciato per essere pubblicato il 9 novembre di quell'anno. Il 1º novembre è stato ufficialmente pubblicato il secondo singolo dell'album intitolato Runaway. Il 7 novembre 2018 è stato pubblicato il terzo singolo Life is Beautiful, un remix della traccia Life proveniente dall'EP Feelz.
Come Over When You're Sober Pt. 2 è stato pubblicato il 9 novembre 2018 e ha debuttato alla quarta posizione della Billboard 200 con 81.000 unità equivalenti all'album (incluse 43.000 vendite di album pure), diventando così il primo album di Lil Peep ad entrare nella top 10 degli album negli Stati Uniti. Dopo l'uscita, circolarono voci su un archivio di Lil Peep abbastanza grande da contenere un terzo capitolo di Come Over When You're Sober. Tuttavia, il produttore esecutivo Smokeasac ha smentito le voci, affermando tuttavia che è presente ancora una notevole quantità di musica inedita.

#### Vari singoli,Goth Angel SinnereEverybody's Everything(2019)
Il 16 gennaio 2019 viene pubblicato, sul canale YouTube del rapper, il video di 16 Lines, brano incluso nell'album Come Over When You're Sober Pt. 2. Tale video era già stato pubblicato poche ore dopo la morte di Åhr dal regista stesso del video, Wiggy.
Il 31 gennaio 2019, viene pubblicato I've Been Waiting, brano realizzato in collaborazione con ILoveMakonnen e i Fall Out Boy. Il singolo anticipa l'album collaborativo di Peep con Makonnen. La canzone era originariamente una demo: dopo la morte di Peep, i Fall Out Boy hanno voluto rendergli omaggio partecipando anch'essi al brano poiché, in un’intervista rilasciata a XXL nel maggio 2017, Lil Peep parlando dei vari artisti che hanno influenzato e ispirato le sue sonorità, disse: "[...] Uno dei miei artisti hip-hop preferiti è Makonnen. Una delle mie band preferite sono i Fall Out Boy. Mettendo insieme le due cose ecco Lil Peep".. Il video del singolo viene invece reso pubblico il 10 aprile seguente.
Il 10 marzo, viene presentato al SXSW Film Festival il documentario sulla vita del rapper, intitolato Everybody's Everything. Tale titolo è stato prelevato da una didascalia di uno dei suoi ultimi post pubblicati su Instagram il giorno della morte.
Nell'aprile dello stesso anno, i due singoli Gym Class e Star Shopping di Lil Peep, originariamente pubblicati a marzo 2016 e ad agosto 2015, sono stati ri-pubblicati su tutte le piattaforme in streaming dai manager di Peep. Questo a causa di problemi col copyright sull'utilizzo dei campioni. Intorno allo stesso periodo, la madre di Lil Peep, in un post su Instagram, ha affermato che il video musicale di Gym Class sarebbe stato pubblicato di nuovo sul canale YouTube del rapper.
Il 15 luglio, la madre di Peep pubblica su Instagram una nota firmata da lei stessa, che conferma la presenza di un nuovo album del rapper deceduto, curato da lei e dai collaboratori originali dei brani presenti. Nello stesso post non vengono indicate tuttavia la data d'uscita o altre informazioni inerenti al nuovo album.
Il 31 ottobre 2019 viene pubblicato ufficialmente il primo EP postumo del rapper, intitolato Goth Angel Sinner. Tale EP contiene tre brani: When I Lie, Belgium e Moving On. Del primo brano è stato anche pubblicato il relativo videoclip girato poco prima della morte di Peep. Il videoclip di Belgium è stato invece rilasciato il 12 novembre. Il 15 novembre, Everybody's Everything, il documentario sulla vita del rapper, viene reso disponibile nei cinema. Assieme ad esso, viene pubblicato l'album omonimo, contenente 19 tracce, di cui una parte inedite.

### La ripubblicazione dei progetti musicali e altri inediti (2020-)
Dal 4 marzo 2020 Everybody's Everything è presente sulla piattaforma Netflix. Il 5 marzo viene ripubblicato su tutte le piattaforme di streaming l'EP Vertigo, con al seguito tre videoclip già pubblicati in precedenza.
Il 10 giugno è il turno di Crybaby, mixtape pubblicato da Peep il 10 giugno 2016. Le tracce sono state rese disponibili su tutte le piattaforme di streaming nella massima qualità audio possibile. Assieme al mixtape, vengono resi pubblici anche i video delle tracce di crybaby, lil jeep e nineteen, tutti composti da una serie di riprese del rapper durante i suoi concerti. Il 27 luglio viene pubblicato il singolo Me and You dalla Epitaph Records, realizzato in collaborazione col rapper Cold Hart.
Il 25 settembre, per celebrare i quattro anni dalla sua pubblicazione, il mixtape Hellboy viene ripubblicato, stavolta su tutte le piattaforme di streaming, consentendo quindi, come già successo per Vertigo e Crybaby, di poter ascoltare gli album direttamente da Spotify: assieme ad esso, vengono pubblicati a distanza di pochi giorni i video musicali delle tracce di hellboy e cobain.
Il 29 gennaio 2021 viene ripubblicato l'EP California Girls, originariamente rilasciato da Peep il 16 gennaio 2016. Da tale EP sono stati resi disponibili su YouTube i video delle tracce di California world, Beamer boy e Lil kennedy. Sei mesi dopo, esattamente il 2 luglio 2021, vengono ripubblicati gli EP Castles e Castles II, in collaborazione col rapper Lil Tracy. Sul canale YouTube di Peep, inoltre, vengono caricati dei video delle esibizioni dal vivo delle canzoni degli EP. Il 29 ottobre, gli account ufficiali di Lil Peep annunciano l'uscita di un nuovo brano, intitolato Halloween, in collaborazione con Rainy Bear.
Il 5 novembre è il turno di Friends, un EP in collaborazione con Yunggoth. Il mini album contiene le tracce di Coke, Lick e Cocaine shawty (con quest'ultima accompagnata da un video musicale). Il 15 novembre, a 4 anni esatti dalla morte di Gus, viene pubblicato il singolo Right Here. Poco più di due settimane dopo, esattamente il 3 dicembre, gli account social di Lil Peep pubblicano l'EP High Fashion, frutto della collaborazione di Lil Peep con Harry Fraud. Il 2021 si chiude con la pubblicazione del singolo Nuts, che vede anche qui il featuring di Rainy Bear.
Il 16 maggio 2022 i profili social di Peep pubblicano una parte del video di Feelz, brano inizialmente pubblicato su SoundCloud nel 2015, annunciando quindi l'imminente pubblicazione dell'omonimo EP. Il 20 maggio, infatti, esce su tutte le piattaforme di streaming musicali Feelz, EP composto da tre tracce (toxic city, feelz e life). Il 15 giugno viene pubblicato il singolo Butterfly Kisses, in collaborazione con Antwon. Il 26 agosto il rapper Cold Hart pubblica l'album The OC Season 3, dove Peep compare nella traccia Dying. Il 1º novembre, in occasione del suo ventiseiesimo compleanno, Lil Peep viene omaggiato in diverse parti del mondo con dei murales che lo ritraggono. Vengono inoltre pubblicati i brani About u e Flannel, quest'ultimo il 4 novembre, mentre il 15 novembre esce il brano Haunt u. Flannel e Haunt u fanno da singoli di anticipo per l'album pubblicato il 2 dicembre, Live Forever, originariamente fatto uscire da Lil Peep 7 anni prima.

## Moda
Fin dall'adolescenza, Lil Peep è stato appassionato di moda e negli ultimi mesi della sua vita ha sfilato per Vlone, ed è stato invitato a partecipare a diverse sfilate di moda per Balmain alla Settimana della moda di Parigi e per Moncler alla sfilata primaverile-estiva di Gamme Bleu alla Settimana della moda di Milano. Nico Amarca di Hypebeast ha dichiarato: "anche se il marchio di tendenza di Peep si trova su uno spettro molto più di nicchia rispetto alla maggior parte dei moderni artisti del caso, qualcosa gli ha ampiamente attribuito il suo successo. In un'epoca in cui l'individualità genuina sta diventando sempre più obsoleta, Peep era il tatuaggio coprente, un topo da centro commerciale alla Manic Panic, un mondo creativo che aveva bisogno di interrompere la sua sempre crescente omogeneità". Il rapper Playboi Carti descrisse Lil Peep come un "trendsetter".
Verso fine 2018 è stato annunciato che prima della sua morte, Lil Peep aveva creato e sviluppato una linea di abbigliamento chiamata "No Smoking" (stilizzata "NO SMOK!NG").

## Stile e influenze musicali
Lil Peep è stato descritto come rapper lo-fi, "idolo emo-trap" e "emo rapper".
Molte sue tracce si basano su campionamenti di altre canzoni di artisti come Blink-182, Pierce the Veil, Brand New, Radiohead, Underoath, Three Days Grace, Avenged Sevenfold, Slayer, The Postal Service, Oasis e The Microphones.
Il critico musicale Jon Caramanica del New York Times ha definito Peep il "Kurt Cobain del lo-fi rap" e ha descritto la sua musica come cupa e diabolicamente melodica. La musica di Lil Peep in genere attira sia il southern rap che l'angosciosa introspezione del post-hardcore. I temi lirici di Lil Peep includono argomenti come la depressione, l'uso di droghe, le relazioni passate e pensieri suicidi e mescola insieme emo, rock alternativo, pop punk e dream pop insieme a trap e hip hop. Un caro amico di Peep, nonché produttore esecutivo dell'album Come Over When You're Sober, Pt. 1, ha detto che Peep "voleva dare voce a persone che soffrono di ansia e depressione, persone che sono state maltrattate, vittime di bullismo e persone che sono state fraintese come lui. Aveva demoni suoi e ha affrontato quei demoni creando musica". AllMusic ha descritto la sua musica come una miscela di influenze hip hop e rock insieme a trap, punk e dream pop. È stato descritto come "il futuro dell'emo" da Steven J. Horowitz della rivista online Pitchfork.
Prima dell'uscita del suo primo album, Peep ha citato Kurt Cobain, David Bowie, Yung Lean, Frank Ocean e Riff Raff come principali ispirazioni e voleva essere riconosciuto come il "Kurt Cobain del rap". Lil Peep ha anche citato Anthony Kiedis come suo idolo. Le sue altre influenze musicali includono Gucci Mane, Red Hot Chili Peppers, Future, Crystal Castles, Bones, Bladee, ThaiBoy Digital, Rozz Dyliams, My Chemical Romance, Panic! at the Disco.

## Vita privata
Nel 2016 Åhr si è trasferito da Skid Row al suo appartamento a Echo Park a Los Angeles, dove ha registrato e prodotto la maggior parte dei suoi lavori di successo.
Nell'agosto 2017, Lil Peep ha rivelato la sua bisessualità in un post su Twitter; più o meno in questo periodo frequentava l'attrice e cantante Bella Thorne.
Lil Peep ha avuto uno stretto rapporto con sua madre, arrivando al punto di tatuarsi le sue iniziali e la data del suo compleanno sul braccio, all'età di quindici anni. Ha suonato il trombone e la tuba e ha espresso un interesse per la musica e la moda fin dalla giovane età. Al momento della sua morte, Lil Peep risiedeva a Portobello Road, a Londra, con i suoi amici e stretti collaboratori Bexey e Smokeasac. Il motivo del trasferimento parte dal bisogno di Peep di sfuggire alle sue circostanze, dopo anche lo scioglimento del suo collettivo GothBoiClique.
Lil Peep ha parlato attivamente dei suoi problemi quali depressione, ansia e abuso di sostanze, dichiarando persino di avere un disturbo bipolare, come rivelato nelle interviste di Pitchfork e Vice. Nella sua ultima intervista, prima della sua morte, con Zane Lowe, Peep ha confessato che la sua depressione stava peggiorando affermando "Le cose peggiorano, le cose peggiorano sempre di più e peggiorano ogni giorno". Lil Peep faceva regolarmente riferimento a dipendenze da cocaina, ecstasy e Xanax nei suoi testi e messaggi sui social media, dove si è descritto come un "drogato produttivo", consigliando al suo pubblico di evitare l'uso di droghe.

## Tributi
- Numerosi artisti del settore musicale hanno reso omaggio a Lil Peep dopo la sua morte, tra cui XXXTentacion, Diplo, Peter Wentz, Marshmello, Mark Ronson, Zane Lowe, Sam Smith, Bella Thorne, Trippie Redd, A$AP Nast, Rich Brian, Playboi Carti, Ugly God, Lil Uzi Vert, Lil Xan, Ty Dolla Sign, Lil Pump, Dua Lipa e El-P.[137] Il 22 novembre 2017, Jon Caramanica, critico musicale del New York Times, ha tenuto un episodio speciale su podcast in memoria di Peep dopo la sua morte.[138] Il 2 dicembre 2017, i Good Charlotte hanno voluto onorare Lil Peep, cantando persino una cover di Awful Things durante la sua commemorazione a Long Beach, New York.[139] I Three Days Grace hanno reso omaggio postando un video su Instagram e Twitter di un remix della canzone Witchblades di Lil Peep e Lil Tracy. Il beat del brano remixato era una traccia strumentale rallentata della canzone The Real You, della band. Lil Peep è stato menzionato anche da Juicy J (che aveva collaborato con lui prima della sua morte) nel brano Powerglide di Rae Sremmurd. Peep è stato omaggiato anche da Post Malone, il quale tiene anche un tatuaggio del rapper deceduto sul suo braccio sinistro.[137][140] I due erano molto legati e Post ritiene che Lil Peep avrebbe cambiato la musica per sempre grazie al suo stile unico.[141] Lil Peep è stato anche premiato durante la 60ª edizione dei Grammy Awards. Il 19 giugno 2018, il rapper Juice WRLD ha pubblicato un EP di due canzoni (Legends e Rich and Blind) intitolato Too Soon.. dedicato a lui e XXXTentacion, quest'ultimo coinvolto in un omicidio relativo ad una rapina.[142][143] L'11 luglio 2019 gli account ufficiali di Lil Peep rilasciano il remix di Falling Down, prodotto da Travis Barker, anche qui come omaggio ai due rapper.

Lil Peep è stato cremato a Huntington Station, New York, e le sue ceneri sono state collocate nel giardino di suo nonno. Il 2 dicembre 2017, amici, familiari e fan mostrarono il loro rispetto per Lil Peep durante la sua commemorazione a Long Beach. Durante lo stesso giorno si è tenuta anche un'altra commemorazione, durante la quale è stata proiettata una grande immagine di Lil Peep su un lato del Palazzo di Westminster nel centro di Londra.
Il 31 ottobre 2018 è stato annunciato un documentario su Åhr dal titolo Everybody's Everything. Il documentario prende il nome da una didascalia scritta dal cantante su un suo post di Instagram poco prima della sua scomparsa. Sarà inoltre prodotto dal regista Terrence Malick, amico della famiglia di Åhr.

## Discografia

### Album in studio
- 2017 – Come Over When You're Sober, Pt. 1
- 2018 – Come Over When You're Sober, Pt. 2 (postumo)
- 2023 - DIAMONDS (postumo)

### Raccolte
- 2019 – Everybody's Everything

### Mixtape
- 2015 - Lil Peep; Part One
- 2015 - Mall Musicc
- 2015 - Live Forever
- 2016 - Crybaby
- 2016 - Hellboy

### EP
- 2015 - feelz
- 2015 - Garden
- 2015 - In the Bedroom, I Confess
- 2015 - Romeo's Regrets
- 2016 - California Girls
- 2015 - Vertigo
- 2016 - Elemental
- 2016 - Dead Broke
- 2016 - Teen Romance
- 2016 - Castles
- 2017 - Castles II
- 2019 - Goth Angel Sinner
- 2021 - Friends
- 2021 - High Fashion

## Tournée
- The Peep Show (2017)
- Come Over When You're Sober Tour (2017)